# Не было ни гроша, да вдруг алтын
«Не было ни гро́ша, да вдруг алты́н» — комедия в пяти действиях Александра Островского. Напечатана в журнале «Отечественные записки», № 1, 1872 г.
Начата в конце сентября и окончена 13 ноября 1871 г. Первоначально в рукописи имела название «Утро вечера мудренее».
Поставлена в первый раз в Петербурге, на сцене Александринского театра, 20 сентября 1872 г., в бенефис артиста Малышева; в московском Малом театре — 10 декабря того же года, в бенефис артиста Музиля.

## Действующие лица
- Михей Михеич Крутицкий, отставной чиновник.
- Анна Тихоновна, его жена.
- Настя, племянница Крутицкого.
- Домна Евсигневна Мигачёва, мещанка.
- Елеся, её сын.
- Истукарий Лупыч Епишкин, купец-лавочник.
- Фетинья Мироновна, его жена.
- Лариса, дочь их.
- Модест Григорьич Баклушин, молодой человек.
- Петрович, мелкий стряпчий из мещан.
- Тигрий Львович Лютов, квартальный.